# Cajamarca

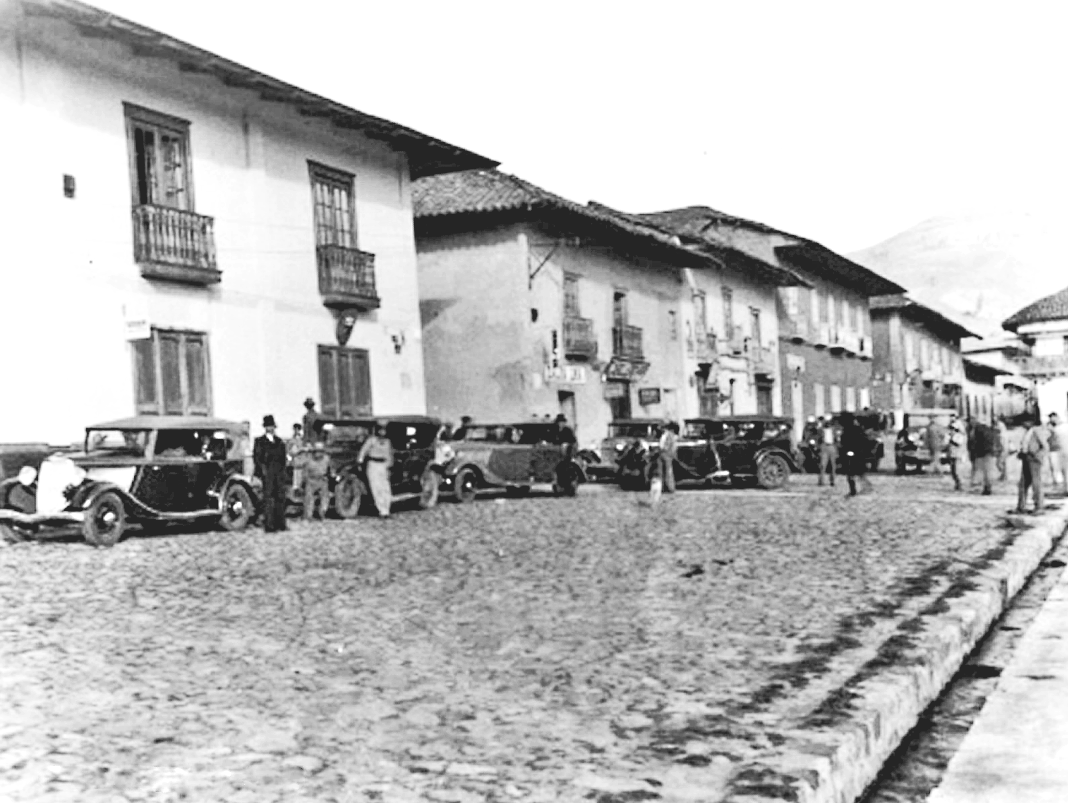
Plaza de Armas, 1935

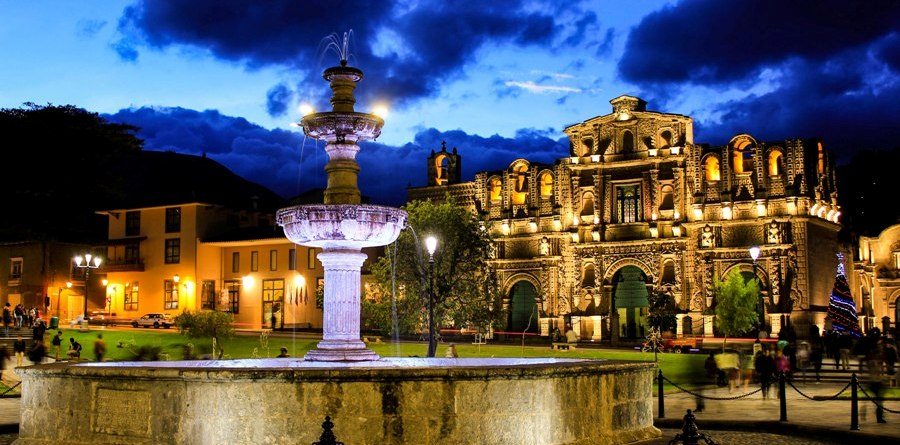
Plaza de Armas, 2017

Cajamarca è una città dell'altopiano settentrionale del Perù, situata a circa 2.750 metri di quota. È capitale dell'omonima regione peruviana e conta una popolazione di circa 201.329 abitanti, il che la qualifica come la principale città nel settentrione del Paese.
L'attuale denominazione della località peruviana trae origine da quella antica che in lingua quechua suona Caxamalca.

## Storia
La sua fondazione, remota quanto quella di Cuzco e Quito, precede l'invasione dei conquistadores ed è databile intorno al 1370.
Viene ricordata soprattutto per le vicende storiche legate alla colonizzazione spagnola e alla fine dell'Impero Inca note come battaglia di Cajamarca.
Viene ricordato anche per il processo di Atahualpa ultimo imperatore Inca.

### I fatti di Cajamarca
In questa città ebbe luogo uno dei momenti più emblematici nella storia dei rapporti tra Europa e America: l'incontro tra l'imperatore inca Atahualpa e il conquistador spagnolo Francisco Pizarro. Il 16 novembre 1532 Atahualpa reggeva come monarca assoluto il più grande e progredito Stato del Nuovo Mondo, mentre Pizarro rappresentava il re di Spagna, Carlo I d'Asburgo. Pizarro era a capo di un gruppo raccogliticcio di 168 soldati, si trovava in terre a lui ignote, di cui non conosceva gli abitanti, ed era tagliato fuori da ogni possibilità di ricevere rinforzi. Per contro Atahualpa era nel bel mezzo del suo impero, circondato da milioni di sudditi e difeso da un esercito di 80.000 uomini recentemente vittorioso in guerra. Ciò nonostante, pochi minuti dopo averlo incontrato, Pizarro fece prigioniero Atahualpa, lo tenne in ostaggio per otto mesi, durante i quali si fece consegnare il più spropositato riscatto della storia e infine, rimangiandosi ogni promessa, lo fece uccidere.

### El cuarto del rescate
A Cajamarca, in una stanza che tuttora esiste dalle dimensioni approssimative di 6 metri per 4, l'imperatore a colloquio con Pizarro giunse ad un compromesso, gravoso ma non irrealizzabile. Atahualpa con un pezzo di mattone, levatosi in piedi, tracciò una riga rossa ad altezza di braccio teso in alto e promise di far riempire la stanza fino alla riga di oro raccolto in tutto l'impero in pagamento per il suo rilascio.
Pizarro accettò e promise che solo al raggiungimento della riga rossa arriverà la liberazione dell'illustre ospite. Partirono immediati ordini per tutto il vasto impero per raccogliere tutto l'oro possibile in qualsiasi parte esso si trovasse. Templi furono svuotati, tra le lacrime e la disperazione di sacerdoti e popolo, forzieri furono demoliti e lunghe carovane di indios portarono in spalla pesanti fardelli del prezioso metallo verso Caxamalca. Il pavimento era già abbondantemente coperto e il livello era ormai all'altezza di un ginocchio d'uomo. I soldati avidi di quell'oro sbirciavano attraverso la porta ogni qualvolta carichi d'oro venivano aggiunti e prima che la porta venisse ben serrata con robusti catenacci dalle guardie spagnole. Ma le cose andavano per le lunghe.

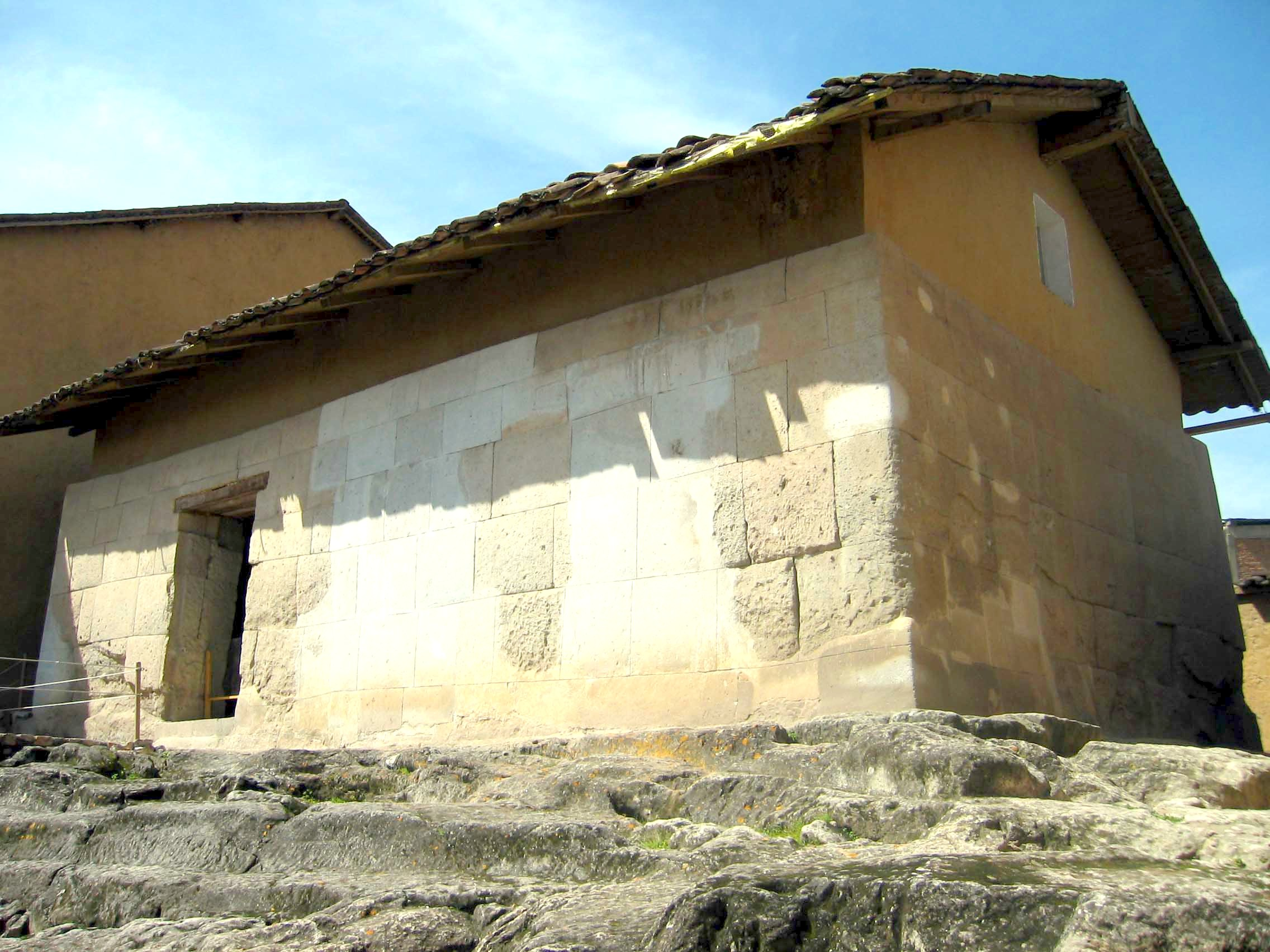
El cuarto del rescate (stanza del riscatto)

La pazienza delle soldataglie spagnole non era certo tra quelle proverbiali quando l'oro "urlava" scintillando nel buio e la sopravvivenza di ogni giorno era precaria e difficile. Il malcontento per tanta attesa aumentò in modo intollerabile.
Le richieste di "incominciare a suddividere quanto è già stato depositato" si moltiplicarono e alla fine Pizarro, temendo diserzioni e rivolte, distribuì l'oro ai soldati.
Seguirà l'uccisione di Atahualpa e la conquista finale dell'impero.
La sala del riscatto "El cuarto del rescate" rimase intatta. Passarono i secoli e fu adibita ad usi diversi, deposito di materiali vari, ricovero per animali ed anche scuola elementare. La traccia rossa rimase in alto e ancora oggi è ben visibile (venendo, di tanto in tanto, opportunamente ravvivata ad uso dei turisti).
È comunque opportuno precisare che i maggiori studiosi di civiltà incaica sono concordi nel ritenere che la stanza in questione non sia quella originaria in cui fu rinchiuso l'Inca prigioniero.

## Cultura
Nel 1986 l'Organizzazione degli Stati americani ha dichiarato la città patrimonio storico e culturale delle Americhe.

## Economia
L'attività più importante è quella estrattiva. Il locale giacimento aurifero di Yanacocha è il più grande dell'America latina e il secondo del mondo sia per produzione che per estensione. La miniera, fondata nel 1992 e attualmente controllata al 52% dal capitale straniero della multinazionale Newmont Mining Corporation, estrae tra le 2.5 (1993) e le 102.3 (2005) tonnellate di oro l'anno, oltre che rame, argento, piombo e zinco, e contribuisce all'incirca per il 50% (2005) all'intera produzione annuale aurifera del Perù.